# Callogobius sclateri
Callogobius sclateri är en fiskart som först beskrevs av Steindachner, 1879.  Callogobius sclateri ingår i släktet Callogobius och familjen smörbultsfiskar. Inga underarter finns listade.